# Santi Llorente
Santiago Llorente Gálvez (Málaga, 24 de mayo de 1956), más conocido como Santi, es un exfutbolista y entrenador  español que actuaba en la posición de delantero. 

## carrera deportiva
Titulado como entrenador nacional actuó como segundo entrenador del C.D. Málaga en la década de los 90' habiendo entrenado con éxito a las categorías inferiores de dicho club. Participó como 2.º técnico en el Atlético Malagueño junto a Fernando Rosas en los años 90' consiguiendo dos ascensos y posicionando al equipo de la ciudad en la segunda división nacional. El Club Atlético Malagueño pasó en la misma década a llamarse Málaga Club de Fútbol tras un referéndum.
Ha estado muy vinculado a la historia del club de la ciudad de Málaga; habiendo recibido de parte de su presidente Federico Brigman el escudo de oro del club blanquiazul, ya que además de participar en dos ascensos a primera división como futbolista, a comienzos de los 80' su fichaje millonario por el Sevilla Futbol Club salvó al club de Martiricos de su desaparición.
En la década de los 80, máximo goleador del equipo blanco en varias temporadas, y participó en la llamada en aquel entonces Copa de la UEFA y actualmente EUROPA LEAGUE.
Como entrenador actuó de la cantera del C.D.Málaga, posteriormente como segundo técnico del primer equipo C.D.Málaga en segunda división, Atlético Malagueño en tercera división y segunda B, y Sociedad Anónima Deportiva (SAD) Malagueña.

## Clubes
| Club            | País   | Año       |
| --------------- | ------ | --------- |
| C. A. Malagueño | España | 1974-1975 |
| C. D. Málaga    | España | 1975-1981 |
| Sevilla F. C.   | España | 1981-1984 |
| Real Oviedo     | España | 1984-1985 |
| A. D. Ceuta     | España | 1985-1986 |